# Bahnhofstraße 23 (Bad Camberg)

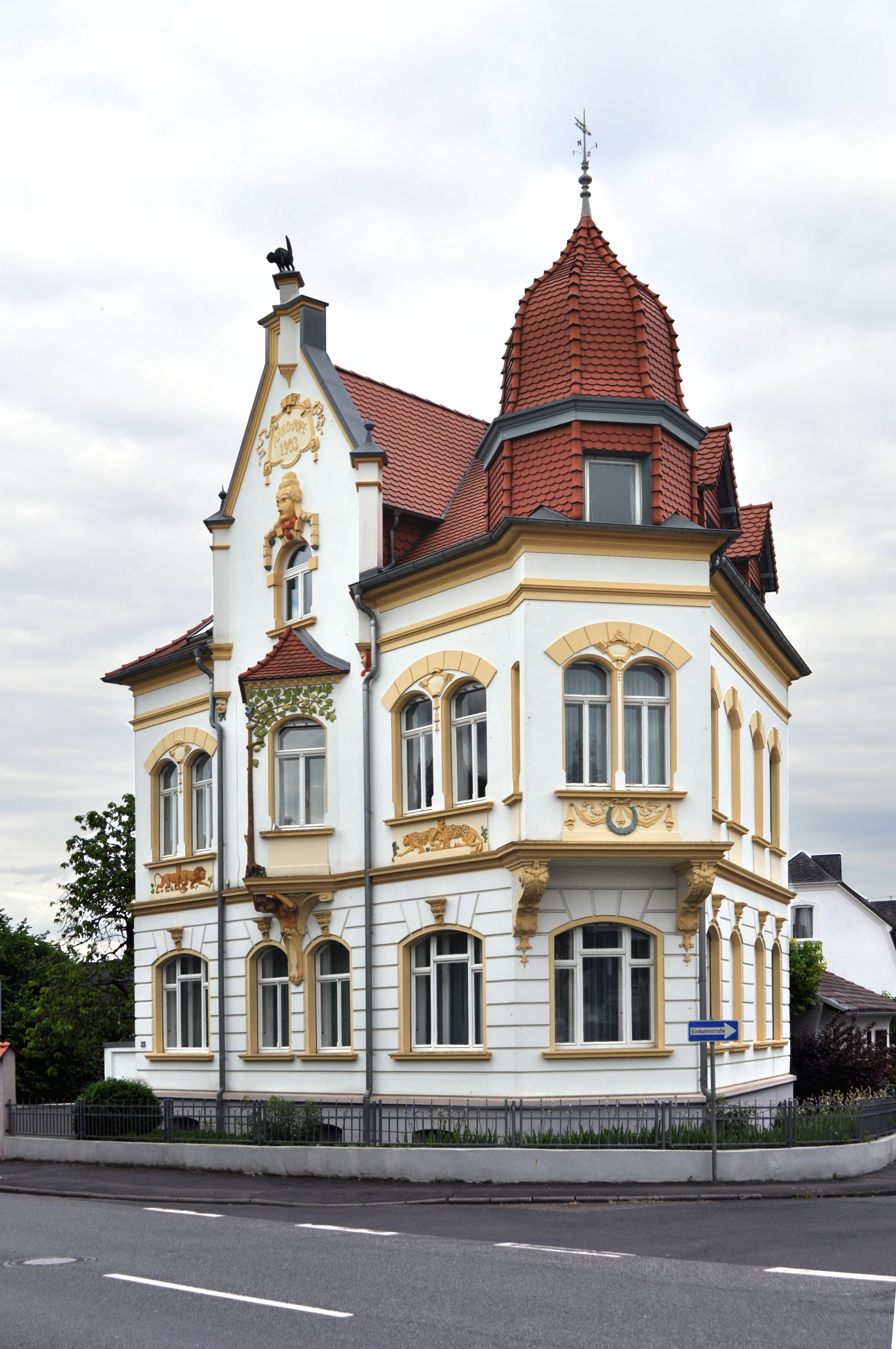
Gebäude Bahnhofstraße 23 in Bad Camberg

Das Gebäude Bahnhofstraße 23 in Bad Camberg, einer Stadt im Süden des mittelhessischen Landkreises Limburg-Weilburg, wurde 1903 errichtet. Die Villa in Ecklage zur Gebrüder-Grimm-Straße ist ein geschütztes Kulturdenkmal.
Wegen des spitzwinkligen Grundstücks hat die Hauptfassade ein Zwerchhaus und ein Ecktürmchen. Der Stuckdekor besteht aus Pflanzen-, Masken- und Tiermotiven wie z. B. einer originellen Katze hoch oben auf dem Giebel.